# Marededeu negra

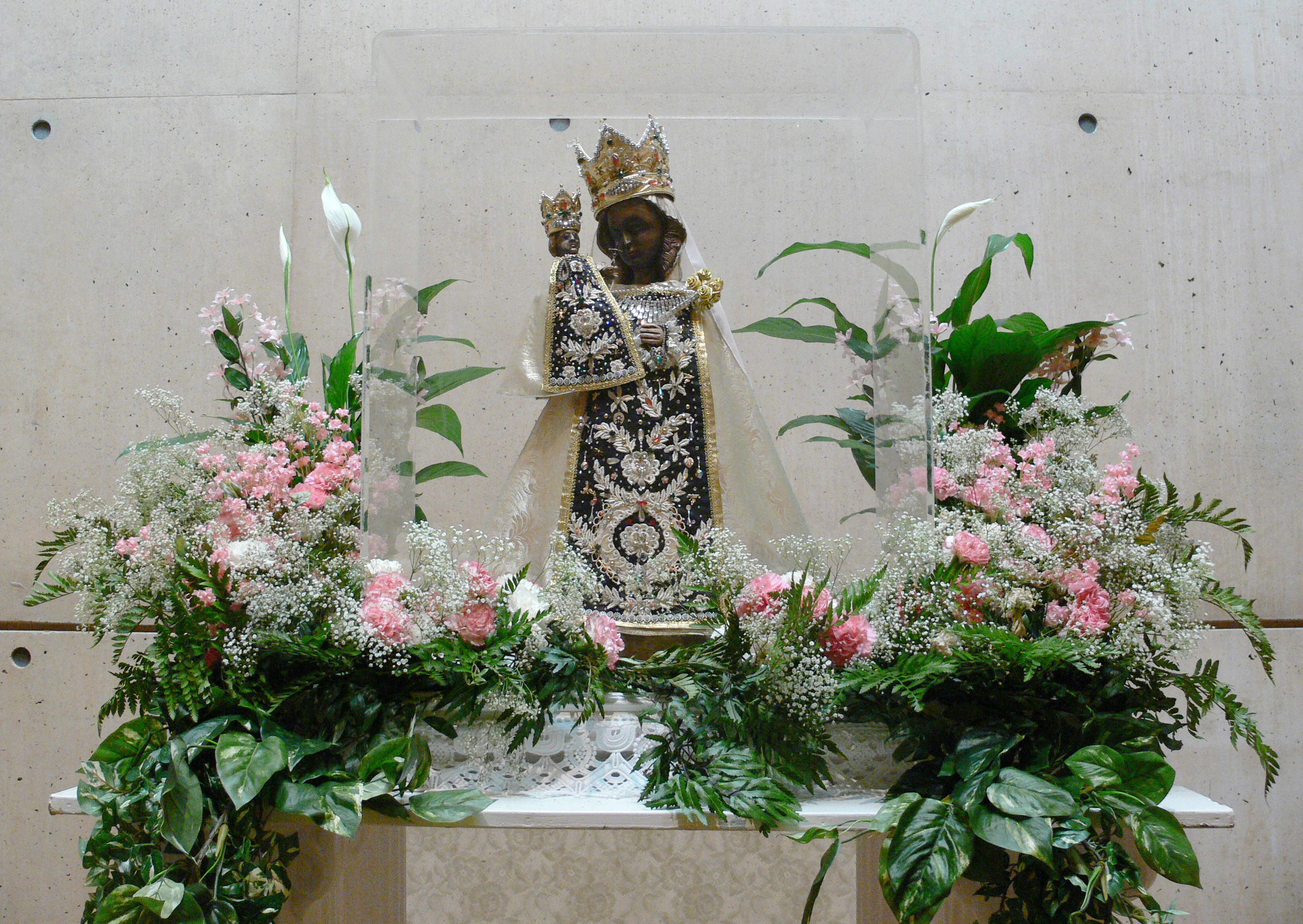
Nostra Senyora d'Altötting (Alemanya)

Una marededeu negra és una escultura o pintura femenina, de pell fosca, que representa Maria, mare de Jesús, en la religió cristiana. Altres noms equivalents són verge negra, madona negra o verge Maria negra.
Generalment, estan associades a llegendes que els atribueixen un origen antic. Representen la Mare de Déu tant dreta com asseguda, sovint acompanyada de crist. La seva popularitat és atorgada pels poders màgics que se'ls acostuma a atribuir. Si bé estan repartides una mica per tot el món, se'n troben majoritàriament a Europa. Les marededeus amb pell fosca concebudes així per a representar una ètnia diferent no entren en aquesta categoria.
La Mare de Déu de Montserrat o la Mare de Déu de Lluc, conegudes popularment com la Moreneta, són exemples de marededeus negres.